# أستريد فينا
أستريد فينا (بالإسبانية: Astrid Fina)‏ هي متزلجة إسبانية، ولدت في 16 أكتوبر 1983 في برشلونة في إسبانيا.

## وصلات خارجية
- أستريد فينا على موقع Paralympic.org (الإنجليزية)
- أستريد فينا على موقع IPC.InfostradaSports.com (مؤرشف) (الإنجليزية)
- أستريد فينا على موقع اللجنة البارالمبية الإسبانية (الإسبانية)

- الموقع الرسمي